# Finale de la Ligue Europa 2018-2019
La finale de la Ligue Europa 2018-2019 est la 48e finale de la Ligue Europa, et la 10e depuis la réforme de l'ancienne Coupe UEFA. Ce match de football a eu lieu le 29 mai 2019 au stade olympique de Bakou, en Azerbaïdjan.
La rencontre oppose Arsenal à Chelsea, qui ont respectivement éliminé le FC Valence et l'Eintracht Francfort en demi-finale. Pour la première fois depuis 1972, deux clubs anglais s'affrontent en finale d'une Ligue Europa (anciennement coupe UEFA) ; ces deux éditions étant les seuls dans lesquels deux clubs anglais se sont retrouvés en finale. 
Le vainqueur de la finale sera qualifié pour la Supercoupe de l'UEFA 2019, où il affrontera le vainqueur de la finale de la Ligue des champions. Il sera également qualifié pour la phase de groupes de la Ligue des champions 2019-2020.

## Sélection de l'organisateur
Pour la première fois dans l'histoire des compétitions européennes, un système de candidatures est mis en place afin de désigner les organisateurs des finales de Ligue des champions, Ligue Europa, Ligue des champions féminines ainsi que la Supercoupe de l'UEFA,. Les candidatures sont lancées le 9 décembre 2016, les associations ont alors jusqu'au 27 janvier 2017 pour exprimer leur intérêt et jusqu'au 6 juin pour déposer leur candidature définitive. Six associations expriment leur intérêt à l'issue de la première phase : l'Espagne, l'Azerbaïdjan, la Turquie, l'Écosse, l'Allemagne et la Géorgie. 
| Association | Stade                                 | Ville                           |
| ----------- | ------------------------------------- | ------------------------------- |
| Allemagne   | Commerzbank-Arena Mercedes-Benz Arena | Francfort-sur-le-Main Stuttgart |
| Azerbaïdjan | Stade olympique                       | Bakou                           |
| Écosse      | Hampden Park                          | Glasgow                         |
| Espagne     | Stade Ramón-Sánchez-Pizjuán           | Séville                         |
| Géorgie     | Stade Boris-Paichadze                 | Tbilissi                        |
| Turquie     | Beşiktaş Arena                        | Istanbul                        |

Seules trois associations finalisent cependant leur candidature au début du mois de juin, les stades candidats sont ainsi le stade Ramón-Sánchez-Pizjuán de Séville pour l'Espagne, le Vodafone Park d'Istanbul pour la Turquie et le stade olympique de Bakou pour l'Azerbaïdjan, qui est par ailleurs également candidat pour accueillir la finale de la Ligue des champions.
À l'issue de l'évaluation des candidatures par l'UEFA, le stade olympique de Bakou est finalement choisi pour accueillir la finale de la Ligue Europa le 20 septembre 2017, la finale de la Ligue des champions ayant été quant à elle attribuée à l'Estadio Metropolitano de Madrid tandis que le Vodafone Park se voit attribuer la Supercoupe de l'UEFA.
Ce choix d'une localisation aux confins de l'Europe, accessible depuis l'Europe occidentale seulement par des vols avec plusieurs escales ou plusieurs jours de train, fait l'objet de critiques de la part des associations de supporteurs et de plusieurs clubs de football, dont les deux finalistes.

## Controverses
Le choix de l'Azerbaïdjan suscite de nombreuses interrogations car cela entraîne des problèmes de sécurité et d'accessibilité pour les personnes détentrices d'un passeport arménien ou ayant un visa arménien dans leur passeport. En effet, le gouvernement azerbaïdjanais est reconnu pour ses violations répétées des droits humains et pour sa politique d'État anti-arménienne, exacerbées par la conflit en cours au Haut-Karabagh. Après une longue réflexion, le club d'Arsenal et son milieu de terrain arménien Henrikh Mkhitaryan annoncent que le joueur ne se rendra pas en Azerbaïdjan pour raison de sécurité, malgré des déclarations se voulant rassurantes de la part des officiels azerbaïdjanais,. Arsenal juge le choix de Bakou comme hôte « inacceptable » et considère que celui-ci entraîne un manque d'équité sportive. Le club demande que se tienne juste après la finale une réunion bipartite avec les instances de l'UEFA.
De nombreux supporteurs détenant un passeport arménien ou affichant simplement un nom d'origine arménienne se voient initialement refuser le visa d'entrée en Azerbaïdjan. L'UEFA intervient officiellement et les autorités azerbaïdjanaises accordent finalement l'entrée sur le territoire.
Amnesty International critique le choix de l'Azerbaïdjan en raison des nombreuses violations des droits humains dans le pays. L'ONG estime que cela constitue un exemple de sportwashing par un régime autoritaire.

## Stade

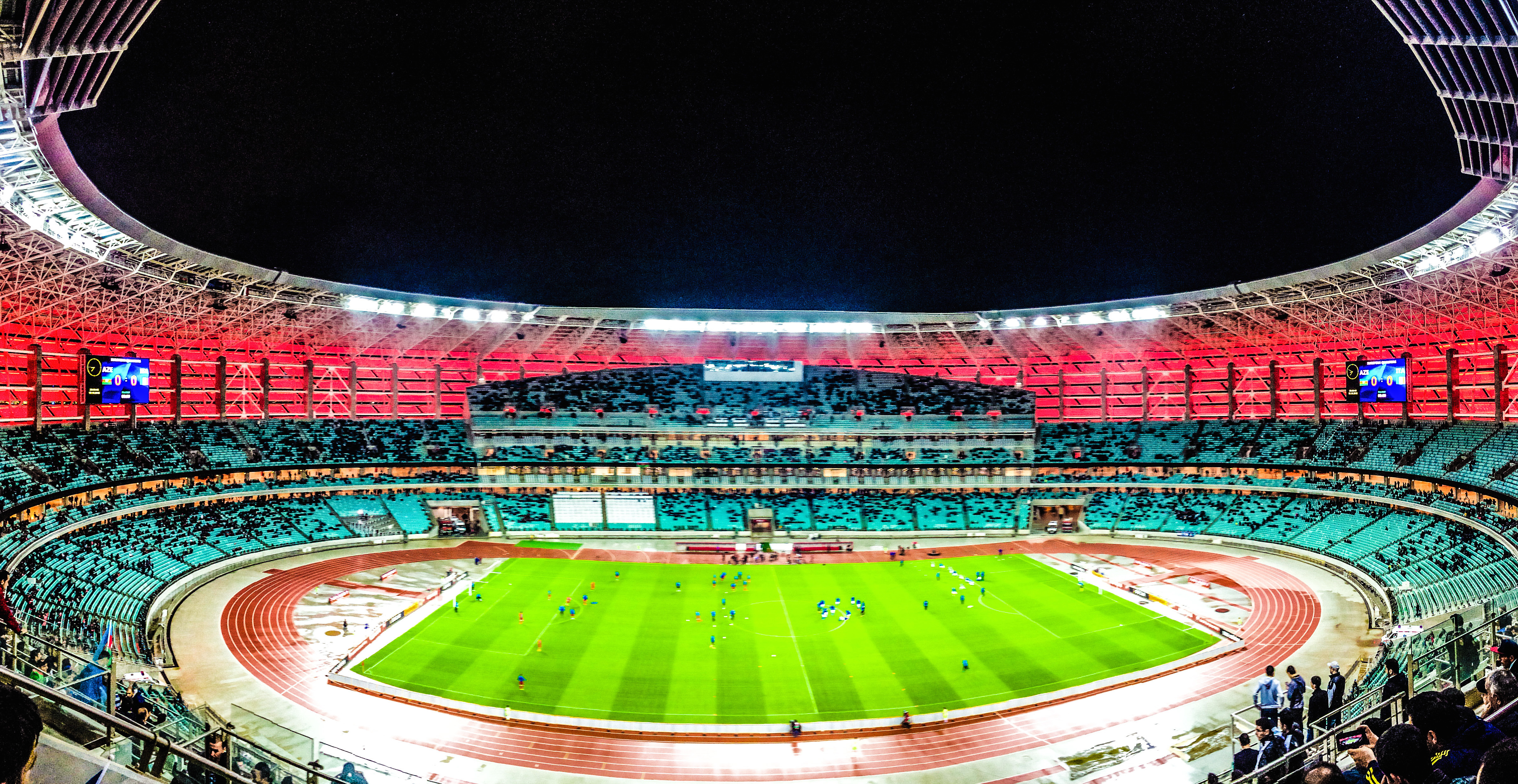
Le stade olympique de Bakou a accueilli la finale.

Le Stade olympique de Bakou est inauguré en mars 2015. D'une capacité de 69 870 places, il s'agit du plus grand stade d'Azerbaïdjan, abritant notamment l'équipe nationale de football. Il accueille les Jeux européens en 2015 et fait également partie des stades choisis pour accueillir un quart de finale de l'Euro 2020.

## Parcours des finalistes
Note : dans les résultats ci-dessous, le score du finaliste est toujours donné en premier (D : domicile ; E : extérieur).
| Rang | Équipe         | Pts | J | G | N | P | Bp | Bc | Diff |
| ---- | -------------- | --- | - | - | - | - | -- | -- | ---- |
| 1    | Chelsea FC     | 16  | 6 | 5 | 1 | 0 | 12 | 3  | +9   |
| 2    | BATE Borisov   | 9   | 6 | 3 | 0 | 3 | 9  | 9  | 0    |
| 3    | Vidi FC        | 7   | 6 | 2 | 1 | 3 | 5  | 7  | -2   |
| 4    | PAOK Salonique | 3   | 6 | 1 | 0 | 5 | 5  | 12 | -7   |

| Rang | Équipe          | Pts | J | G | N | P | Bp | Bc | Diff |
| ---- | --------------- | --- | - | - | - | - | -- | -- | ---- |
| 1    | Arsenal FC      | 16  | 6 | 5 | 1 | 0 | 12 | 2  | +10  |
| 2    | Sporting CP     | 13  | 6 | 4 | 1 | 1 | 13 | 3  | +10  |
| 3    | Vorskla Poltava | 3   | 6 | 1 | 0 | 5 | 4  | 13 | -9   |
| 4    | Qarabağ FK      | 3   | 6 | 1 | 0 | 5 | 2  | 13 | -11  |

## Match

### Feuille de match
| Chelsea ·      |                     |     |
| Titulaires :   |                     |     |
|                |                     |     |
| 01             | Kepa Arrizabalaga   |     |
| 33             | Emerson Palmieri    |     |
| 30             | David Luiz          |     |
| 27             | Andreas Christensen |     |
| 28             | César Azpilicueta   |     |
| 17             | Mateo Kovačić       | 76e |
| 05             | Jorginho            |     |
| 07             | N'Golo Kanté        |     |
| 10             | Eden Hazard         | 89e |
| 18             | Olivier Giroud      |     |
| 11             | Pedro               | 71e |
|                |                     |     |
| Remplaçants :  |                     |     |
| 13             | Willy Caballero     |     |
| 52             | Jamie Cumming       |     |
| 03             | Marcos Alonso       |     |
| 44             | Ethan Ampadu        |     |
| 08             | Ross Barkley        | 76e |
| 24             | Gary Cahill         |     |
| 51             | Conor Gallagher     |     |
| 09             | Gonzalo Higuaín     |     |
| 55             | George McEachran    |     |
| 22             | Willian             | 71e |
| 21             | Davide Zappacosta   | 89e |
|                |                     |     |
| Entraîneur :   |                     |     |
| Maurizio Sarri |                     |     |

| Arsenal ·     |                           |     |
| Titulaires :  |                           |     |
|               |                           |     |
| 01            | Petr Čech                 |     |
| 18            | Nacho Monreal             | 66e |
| 06            | Laurent Koscielny         |     |
| 05            | Sokrátis                  |     |
| 31            | Sead Kolašinac            |     |
| 34            | Granit Xhaka              |     |
| 11            | Lucas Torreira            | 66e |
| 15            | Ainsley Maitland-Niles    |     |
| 10            | Mesut Özil                | 77e |
| 14            | Pierre-Emerick Aubameyang |     |
| 09            | Alexandre Lacazette       |     |
|               |                           |     |
| Remplaçants : |                           |     |
| 19            | Bernd Leno                |     |
| 44            | Dejan Iliev               |     |
| 04            | Mohamed Elneny            |     |
| 29            | Mattéo Guendouzi          | 66e |
| 17            | Alex Iwobi                | 66e |
| 25            | Carl Jenkinson            |     |
| 12            | Stephan Lichtsteiner      |     |
| 20            | Shkodran Mustafi          |     |
| 49            | Eddie Nketiah             |     |
| 87            | Bukayo Saka               |     |
| 23            | Danny Welbeck             |     |
| 59            | Joe Willock               | 77e |
|               |                           |     |
| Entraîneur :  |                           |     |
| Unai Emery    |                           |     |

| Chelsea ·      |                     |     |
| Titulaires :   |                     |     |
|                |                     |     |
| 01             | Kepa Arrizabalaga   |     |
| 33             | Emerson Palmieri    |     |
| 30             | David Luiz          |     |
| 27             | Andreas Christensen |     |
| 28             | César Azpilicueta   |     |
| 17             | Mateo Kovačić       | 76e |
| 05             | Jorginho            |     |
| 07             | N'Golo Kanté        |     |
| 10             | Eden Hazard         | 89e |
| 18             | Olivier Giroud      |     |
| 11             | Pedro               | 71e |
|                |                     |     |
| Remplaçants :  |                     |     |
| 13             | Willy Caballero     |     |
| 52             | Jamie Cumming       |     |
| 03             | Marcos Alonso       |     |
| 44             | Ethan Ampadu        |     |
| 08             | Ross Barkley        | 76e |
| 24             | Gary Cahill         |     |
| 51             | Conor Gallagher     |     |
| 09             | Gonzalo Higuaín     |     |
| 55             | George McEachran    |     |
| 22             | Willian             | 71e |
| 21             | Davide Zappacosta   | 89e |
|                |                     |     |
| Entraîneur :   |                     |     |
| Maurizio Sarri |                     |     |

| Arsenal ·     |                           |     |
| Titulaires :  |                           |     |
|               |                           |     |
| 01            | Petr Čech                 |     |
| 18            | Nacho Monreal             | 66e |
| 06            | Laurent Koscielny         |     |
| 05            | Sokrátis                  |     |
| 31            | Sead Kolašinac            |     |
| 34            | Granit Xhaka              |     |
| 11            | Lucas Torreira            | 66e |
| 15            | Ainsley Maitland-Niles    |     |
| 10            | Mesut Özil                | 77e |
| 14            | Pierre-Emerick Aubameyang |     |
| 09            | Alexandre Lacazette       |     |
|               |                           |     |
| Remplaçants : |                           |     |
| 19            | Bernd Leno                |     |
| 44            | Dejan Iliev               |     |
| 04            | Mohamed Elneny            |     |
| 29            | Mattéo Guendouzi          | 66e |
| 17            | Alex Iwobi                | 66e |
| 25            | Carl Jenkinson            |     |
| 12            | Stephan Lichtsteiner      |     |
| 20            | Shkodran Mustafi          |     |
| 49            | Eddie Nketiah             |     |
| 87            | Bukayo Saka               |     |
| 23            | Danny Welbeck             |     |
| 59            | Joe Willock               | 77e |
|               |                           |     |
| Entraîneur :  |                           |     |
| Unai Emery    |                           |     |

### Statistiques
| Statistique    | Chelsea | Arsenal |
| -------------- | ------- | ------- |
| Buts marqués   | 0       | 0       |
| Tirs           | 5       | 4       |
| Tirs cadrés    | 2       | 0       |
| Arrêts         | 0       | 2       |
| Possession     | 55%     | 45%     |
| Corners        | 3       | 3       |
| Fautes         | 8       | 6       |
| Hors-jeu       | 1       | 1       |
| Cartons jaunes | 0       | 0       |
| Cartons rouges | 0       | 0       |

| Statistique    | Chelsea | Arsenal |
| -------------- | ------- | ------- |
| Buts marqués   | 4       | 1       |
| Tirs           | 9       | 11      |
| Tirs cadrés    | 6       | 2       |
| Arrêts         | 1       | 2       |
| Possession     | 42%     | 58%     |
| Corners        | 4       | 2       |
| Fautes         | 6       | 5       |
| Hors-jeu       | 0       | 2       |
| Cartons jaunes | 2       | 0       |
| Cartons rouges | 0       | 0       |

| Statistique    | Chelsea | Arsenal |
| -------------- | ------- | ------- |
| Buts marqués   | 4       | 1       |
| Tirs           | 14      | 15      |
| Tirs cadrés    | 8       | 2       |
| Arrêts         | 1       | 4       |
| Possession     | 48%     | 52%     |
| Corners        | 7       | 5       |
| Fautes         | 14      | 11      |
| Hors-jeu       | 1       | 3       |
| Cartons jaunes | 2       | 0       |
| Cartons rouges | 0       | 0       |